# Panagia Agiasou (Schiff, 1973)
Die Panagia Agiasou ist ein 1973 als Hakata in Dienst gestelltes Fährschiff, das zuletzt für die griechische Reederei Saos Ferries im Einsatz stand. Seit Dezember 2008 ist das Schiff aufgelegt. Im Februar 2022 sank es bei Ampelakia auf Salamis, wurde aber 2023 wieder gehoben.

## Geschichte

### Einsatz in Japan und Südkorea
Die Hakata entstand unter der Baunummer 181 in der Werft von Kanda Zosensho in Kure und wurde am 12. Februar 1973 an die in Kobe ansässige Nishi Nihon Ferry abgeliefert. Ihr Schwesterschiff war die ebenfalls 1973 in Dienst gestellte Tsukushi. Die folgenden 29 Jahre war die Fähre an der Küste Japans im Einsatz. 1984 wurde sie in Ferry Kampu und 1998 in Ferry Pukwan umbenannt. Betreiber ab 1998 war die Rainbow Line.
Seit 2002 war das Schiff als Eun Ha für die Reederei Pukwan Ferry zwischen Shimonoseki und dem südkoreanischen Busan im Einsatz. Nach drei Jahren im Dienst wurde es im August 2005 an die griechische Reederei Saos Ferries verkauft und beendete im November 2005 seine letzte Überfahrt als Eun Ha.

### Einsatz in Griechenland

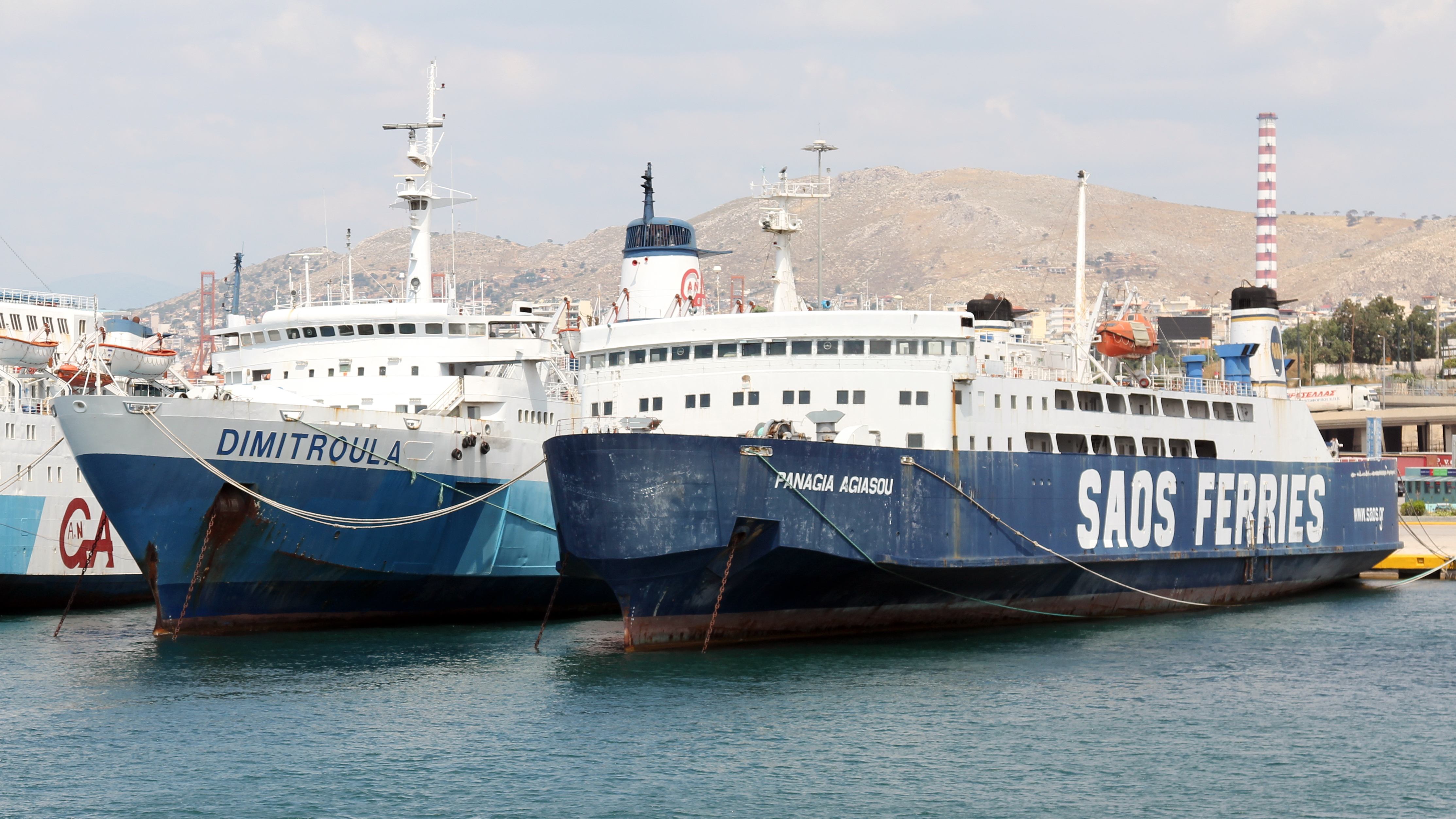
Die Panagia Agiasou (rechts) neben der Dimitroula in Piräus, Juni 2011

Am 9. Dezember 2005 traf das Schiff unter dem abgekürzten Namen Eun in Perama ein und wurde dort ab Februar 2006 für den Dienst in griechischen Gewässern umgebaut. Seit August 2006 trug die Fähre den Namen Panagia Agiasou. Trotz des Umbaus kam sie jedoch nicht in Fahrt, sondern lag stattdessen ab August 2006 in Piräus, ab November 2006 in Kynosoura und ab Januar 2007 in Eleusis auf.
Am 21. Mai 2008 nahm die Panagia Agiasou schließlich den Fährbetrieb zwischen Piräus, Chios und Mytilini auf. Dieser Dienst blieb jedoch nur kurz, da das Schiff aufgrund von finanziellen Probleme und offenen Rechnungen der Reederei bereits am 2. Dezember 2008 in Piräus arrestiert wurde. Saos Ferries meldete Insolvenz an und wurde aufgelöst, die Fähre nach längerer Liegezeit in Piräus wieder in Eleusis aufgelegt.
Die Panagia Agiasou fand keinen neuen Betreiber, sondern lag stattdessen noch mehrere Jahre vor Eleusis vor Anker. Ein 2013 geplanter Verkauf zum Abbruch kam nicht zustande. Am 18. Januar 2018 wurde das Schiff in die Spanopoulos Yard in Ampelakia geschleppt, nachdem bei einem Sturm die Ankerkette der Fähre gerissen war und diese aufs Festland zutrieb. Dort befindet sich die Panagia Agiasou seitdem. Im Februar 2022 sank das zuletzt neben der ebenfalls aufgelegten und 2023 abgewrackten Taxiarchis festgemachte Schiff im seichten Wasser bei Ampelakia. 2023 wurde die Panagia Agiasou wieder gehoben, um einen geplanten Abtransport zum Abbruch zu ermöglichen.